# Parafia Najświętszego Serca Pana Jezusa w Krakowie (Łagiewniki)
Parafia Najświętszego Serca Pana Jezusa w Krakowie – parafia rzymskokatolicka należąca do dekanatu Kraków-Borek Fałęcki archidiecezji krakowskiej w Łagiewnikach przy ulicy Millana.

## Historia parafii
W roku 1938 pod przewodnictwem Jana Krzywonia zorganizowano komitet budowy kościoła w krakowskich Łagiewnikach. Komitet, współpracując z Zarządem Gromady Łagiewniki i jej ówczesnym sołtysem Władysławem Bułatem, wystąpił z prośbą do Sióstr Felicjanek, właściciela dawnej posiadłości dworskiej majora Groyeckiego, o oddanie spichlerza dworskiego na kaplicę Gromadzką. Siostry Felicjanki reprezentowane przez przełożoną, Siostrę M. Amatę, wyraziły na to zgodę. W tym samym roku, po przebudowie spichlerza i dobudowaniu do niego od strony południowej prezbiterium oraz wzniesieniu wieżyczki, 12 czerwca 1938 roku  Kardynał Metropolita Krakowski Adam Stefan Sapieha poświęcił i odprawił pierwszą mszę świętą w powstałej kaplicy. Była ona filialną kaplicą Parafii św. Józefa w Podgórzu.
W czasie II wojny światowej kaplica była ostoją życia religijnego i patriotycznego dla grup młodzieżowych i dla starszych. Działał tutaj chór młodzieżowy, Róże Różańca świętego: męskie, żeńskie i młodzieżowe, oraz Arcybractwo Straży Honorowej Najświętszego Serca Pana Jezusa. Przy tejże kaplicy rezydowali kapelani Sióstr Felicjanek, którzy byli równocześnie katechetami w pobliskiej Szkole Powszechnej.
W miarę rozwoju życia religijnego i powiększania się liczby mieszkańców, powstała konieczność budowy nowego kościoła. W 1958 roku, w czasie gdy posługę pełnił ks. dr Stanisław Sikora, został utworzony Rektorat Kościoła w Łagiewnikach, Parafia św. Józefa Podgórze. Z chwilą ograniczenia nauki religii w szkołach, w podziemiach tejże kaplicy powstały salki katechetyczne o prymitywnych warunkach lokalowych. W czasie gdy posługę pełnił ksiądz prałat Zygmunt Bubak, wierni z wieloma uroczystościami wychodzili poza teren kaplicy. Znane są procesje Bożego Ciała po łagiewnickich drogach z bardzo licznym udziałem wiernych.
Po kilkudziesięciu latach, przebudowany na kaplicę spichlerz, zaczął się popadać w ruinę i konieczna była budowa nowego kościoła. Wtedy to z inicjatywy ks. kanonika Józefa Zwardonia, w styczniu 1971 roku otrzymano pozwolenie na rozbudowę kaplicy. Plany rozbudowy złożono do zatwierdzenia w czasie, gdy proboszczem był ks. Roman Sapeta. Projekt kościoła wykonał architekt mgr inż. Antoni Mazur, a plan konstrukcji stalowej mgr inż. Mieczysław Czapliński. Rozbudowę kaplicy na kościół rozpoczął 12 grudnia 1972 r. ks. kanonik Bronisław Bułka przy współpracy ks. wikariusza Józefa Jakubca. 11 października 1973 r. ks. kardynał Karol Wojtyła, w dzień Macierzyństwa Matki Bożej, poświęcił kamień węgielny z katedry wawelskiej i wmurował akt erekcyjny w fundamencie kościoła. 4 czerwca 1978 r. ks. kardynał Karol Wojtyła, późniejszy papież Jan Paweł II, dokonał uroczystego otwarcia nowego kościoła, podczas mszy świętej odprawionej przez dziekana kapituły wawelskiej, ks. Stanisława Czartoryskiego.
4 czerwca 1980 roku, w drugą rocznicę otwarcia kościoła, ks. kardynał Franciszek Macharski otworzył i poświęcił w podziemiach nowego kościoła, kaplicę Matki Bożej Myślenickiej. Obraz tam umieszczony w latach 1624–1629 znajdował się w łagiewnickim dworze u Marcina Grubszy, kasztelana krakowskiego.
W 1982 roku została powołana parafia Najświętszego Serca Pana Jezusa Kraków-Łagiewniki.

## Zasięg parafii
Ulice: Beskidzka, Bystra, Chmielna, Chochołowska, Dobczycka 8, 10, 10a, 10b, 12, 12a, 14, 16, 24, 26, 28, 32, 48, 50, 56, 66, 70, S. Faustyny, Fredry, Fredry Boczna, Gołaśka bloki, Goslara, Harcerska, Jastrzębia, Klonowica 23, 25, 27, 29, 31, 33, 35, 44, 46, Kołodziejska, Kotsisa, Kurasia, Kurasia Boczna, Kwietna, Lechicka, Malutka, Malwowa, Myślenicka do nru 40, Pasieczna, Pierzchówka, Pocztowa, Przekątna 2, 4, 7, Przykopy, Ratajska, Sas - Zubrzyckiego bloki, Sanocka, Sobótka, Sowia, Strumienna, Sucha, Tarnobrzeska, Urocza, Włodarska, Wspólna nry parzyste, Zielona, Żmichowskiej.